# Ciudad Guayana
Guayana é a cidade mais povoada do  Estado Bolívar e do  Municipio Caroní na Venezuela. É um porto fluvial com uma população de 1.080.000 habitantes na sua área metropolitana (censo 2011), equivalente a mais do 60% da população total do estado. É uma cidade planificada a partir de um conceito desenvolvido por um equipe de profissionais liderado pelo general Rafael Alfonzo Ravard, em colaboração técnica com o Instituto Tecnológico de Massachussetts e a Universidade de Harvard, sendo executado e concluído pela  Corporación Venezolana de Guayana. Hoje em dia, a cidade tem a fama de ser a mais bem planificada da Venezuela e a segunda mais bem planificada da América.
Atualmente, é a sexta maior cidade da Venezuela. Ciudad Guayana está formada pela conurbação das comunidades de San Félix e Puerto Ordaz; a primeira, localizada na desembocadura do rio Caroní, é porto fluvial de enlace entre a região oriental venezuelana e o resto do mundo e a  segunda é uma cidade industrial e turística de grande atividade, unida à primeira por duas pontes que atravessam o rio Caroní muito perto da foz do rio Orinoco. Localizada como está na confluência de ambos os rios, aproveita ao máximo a beleza dos saltos e raudales do Caroní, integrando-se de modo único à sua paisagem urbana.